# Amaya Gurpide
Amaya Gurpide Rubio (Pamplona, Navarra, 1 de julio de 1974) es una artista, pintora y retratista española.

## Biografía
Amaya Gurpide Rubio nació el 1 de julio de 1974 en Pamplona, Navarra. 
Comenzó su andadura artística a los 16 años, cuando entró a estudiar arte en la Escuela de Artes y Oficios de Pamplona. Tras graduarse en 1994, comenzó a estudiar bajo la tutela del pintor Mikel Esparza.
En 1999 se mudó a la ciudad de Nueva York, donde, durante una década, estudió bajo la tutela de importantes artistas, como Travis Schlaht y Ted Minoff, en la Art Students League, la National Academy of Design y la Grand Central Academy. Durante su primera etapa en Nueva York también realizó murales para las compañías Evergreen y Khuzami Studio, además de obras para el Hotel Atlantis en Dubái y los escaparates navideños de Bloomingdale's en 2008.
En 2009 regresó a España, donde se dedicó a ofrecer clases de dibujo y pintura de figuras en Madrid. También fue profesora de anatomía y dibujo en la Escuela Superior de Dibujo Profesional (ESDIP). Asimismo, ha impartido talleres en el Museo de Navarra, el Círculo de Bellas Artes de Madrid, The Janus Collaborative y The Art Students League de Nueva York.
En 2014 regresó a Estados Unidos al ser invitada a la apertura de la primera sucursal estadounidense de la Florence Academy of Art en Jersey City. En 2016 comenzó a trabajar como profesora adjunta de Anatomía y Dibujo en la New York Academy of Art.
Desde 2021 es Directora Co-artística y Directora de Dibujo de la Lyme Academy of Fine Arts, ubicada en Old Lyme, Connecticut, en la que trabaja junto a su marido, el también pintor Jordan Sokol. 
Su obra ha sido expuesta a nivel internacional y sus dibujos han aparecido en las revistas American Artist Magazine, en Fine Artist Connoisseur y en la American Painting Video Magazine. En 2020 realizó la portada para la revista Time sobre las 100 mujeres más importantes del año.

## Estilo y obra
Sus obras son retratos y autorretratos, caracterizados por su realismo y un uso monocromático de la paleta. Su estilo está muy influenciado por sus estudios en Nueva York, caracterizados por seguir los esquemas del realismo académico del siglo XIX.
La decisión de la artista de decantarse por centrar su obra en los retratos viene del interés por captar el mundo que nos rodea, sirviéndose así de diferentes personajes para contar historias cotidianas y reflejar emociones universales.
Los principales materiales que utiliza en sus obras son la tiza, el grafito y el carboncillo. Sus obras se caracterizan por utilizar fondos cálidos y en tonos monocromáticos, sobre los cuales aplica varias capas de los materiales señalados anteriormente. Las principales herramientas que utiliza en sus obras son los cepillos y brochas, con los que consigue un efecto suave y sutil, con contornos difuminados.
Sus obras se caracterizan por ser mayoritariamente monocromáticas. Gurpide explica que esta decisión estilística le permite poner el foco en la psicología y la emoción de los retratados.
Algunos de sus retratos más conocidos y alabados por la crítica han sido "Black Sea" (2018), "The last strands of winter" (2018), "Void" (2020) y "Paenitentia" (2022). 

## Exhibiciones
Sus obras han sido expuestas en diversas exhibiciones tanto a nivel individual como grupal. 
Entre sus exhibiciones solistas destacan  "Visceral" (Galería Ormolu, 2007) y "Cultur 2010" (organizada por el Gobierno de Navarra en el 2010 en el Señorío de Bertiz y que formaba parte de un proyecto cultural para dar a conocer la obra de diversos artistas navarros).
A nivel grupal destacan, entre otras, las exhibiciones "The human figure" (John Pence Gallery, 2010), "The still life show" (Eleventh Street Arts Gallery, 2015),"Nude" (Eleventh Street Arts Gallery, 2015) o "Corpo a corpo" (Pietro Annigoni Museum, 2019) en la que sus creaciones han sido expuestas junto a la obra de otros retratistas bajo temáticas diversas.

Sus obras han generado un gran interés a nivel nacional e internacional, lo que le ha permitido exponer sus retratos en galerías tan importantes como la Arcadia Contemporary Gallery de Nueva York (2016), la Academia Rusa de las Artes de Moscú (2012), el Lincoln Center de Nueva York (2004) o el Museo de la National Academy of Design de Nueva York (2005). 
- "Black Sea" (2018)
- "The last strands of winter" (2018)

## Becas, premios y reconocimientos
A lo largo de su carrera ha recibido diversas becas para complementar sus estudios artísticos. Entre ellas, destacan la Hudson River School for Landscape Painting Scholarship en 2007, la  Newington Cropsey Scholarship to study in Italy, en 2008, que le permitió trasladarse durante un año a Florencia para estudiar a los maestros del Renacimiento, y la Evelyn Chard Kelley Memorial Scholarship for women painters under 30 years old, en 1999 y que reconoce la labor artística más destacada entre las mujeres menores de 30 años.
Ha ganado diversos premios en convenciones artísticas en Nueva Jersey (segundo premio en la categoría de Dibujo en el Art Renewal Center en 2017), Moscú (donde fue seleccionada para realizar el proyecto "Image of Russia" en 2012) y Nueva York (segundo premio en la categoría de Retrato por la National Academy of Design en 2003) y ha recibido menciones honorables de instituciones como la National Academy of Design de Nueva York, la Fundación de las Artes y los Artistas de Barcelona o del Art Renewal Center de Nueva Jersey.